# 閔仲叔
閔貢（?—?），字仲叔，太原郡（今山西省太原市）人，东汉人物。
世人称闵仲叔节士，即使周党的清廉，自以为不如他。周党见他吃豆饮水，给他生蒜，他接受却不吃。汉光武帝建武年间，应司徒侯霸的征召为属吏。到任後，侯霸不给他政事，闵仲叔徒劳而已。闵仲叔遗憾的说：“开始蒙受嘉命，又喜又怕；今见明公，喜惧都没有了。认为閔仲叔不足为道，不当征辟。征辟後不问，是失去用人之道。”于是辞官而出，投劾书而去。再以博士征召，没有应征。后来客居安邑。老病家贫，得不到肉吃，一天买猪肝一片为食，屠户有时不肯卖给他，安邑县令听说，命属吏保证供给。闵仲叔得知后不愿以此惊动众人，遂移居沛国。以寿终去世。